# Biserica Sfântul Nicolae Șelari
Biserica „Sfântul Nicolae” Șelari este un monument istoric (cod LMI B-II-m-B-18174) datând din secolul al XVII-lea. Hramul bisericii este în ziua Sfântului Ierarh Nicolae.

## Istoric
Cea mai veche mențiune a bisericii se găsește într-un document din a doua jurmătate a secolului al XVII-lea, într-un document din 1677 (condica mânăstirii Nucet), unde este amintită "mahalaua Sf.Nicolae-Șelari". Breasla lucrătorilor în piele (pielarii) au luat-o în îngrijire și au denumit-o Biserica Sfântului Nicolae, pe care-l aveau de patron. În anul 1700, marele paharnic Șerban Cantacuzino (devenit apoi vomic), fiul spătarului Drăghici și nepot al domnului Șerban Cantacuzino, a rezidit biserica din piatră, cu ajutorul negustorilor Iorgu Starostele și Apostol Lazăr. Constantin Mavrocordat o reparat-o pe la jumătatea secolului al XVIII-lea. În 1802, marele cutremur din 14 octombrie a dărâmat biserica aducând-o în ruină. În 1804, a fost ridicată cu ajutor obștesc. Pisania pomenește pe Hagi Gheorghe Polizu, Nicolae Zaharia, Gheorghe Dimitrie. În 1820, la biserică a luat ființă tipografia de muzică bisericească, înființată de Petre Efesiul, pe langă școala de "muzichie", unde a lucrat și Anton Pann. A fost prima tipografie de muzică bisericească din toată lumea ortodoxă orientală. În 1827 a fost vandută Mitropoliei. Pe la 1860 biserica era șubrezită din cauza cutremurelor, a infiltrării apei. În 1867 s-a dărâmat vechea clădire și în 1868 s-a ridică noua biserică, prin colectă publică. Având insuficienți bani, la rugămintea lui I.C.Brătianu, Carol I a donat din caseta patricularä suma de 10.000 galbeni, cu care s-a terminat zidirea bisericii. Biserica actuală este zidită în stil mare și pictată de cunoscutul artist Gheorghe Tattarescu și renovată de pictorul Traian Dancuș în 1971.
Între anii 1994 – 1998, s-au efectuat lucrări ample de subzidire, centura exterioară de beton, acoperis nou. În 1999 au început lucrările de restaurare a picturii de catre specialiști restauratori sub conducerea maestrului Ioan Darida.

## Galerie de imagini

Picturi murale în ulei realizate de Gheorghe Tattarescu în anul 1867
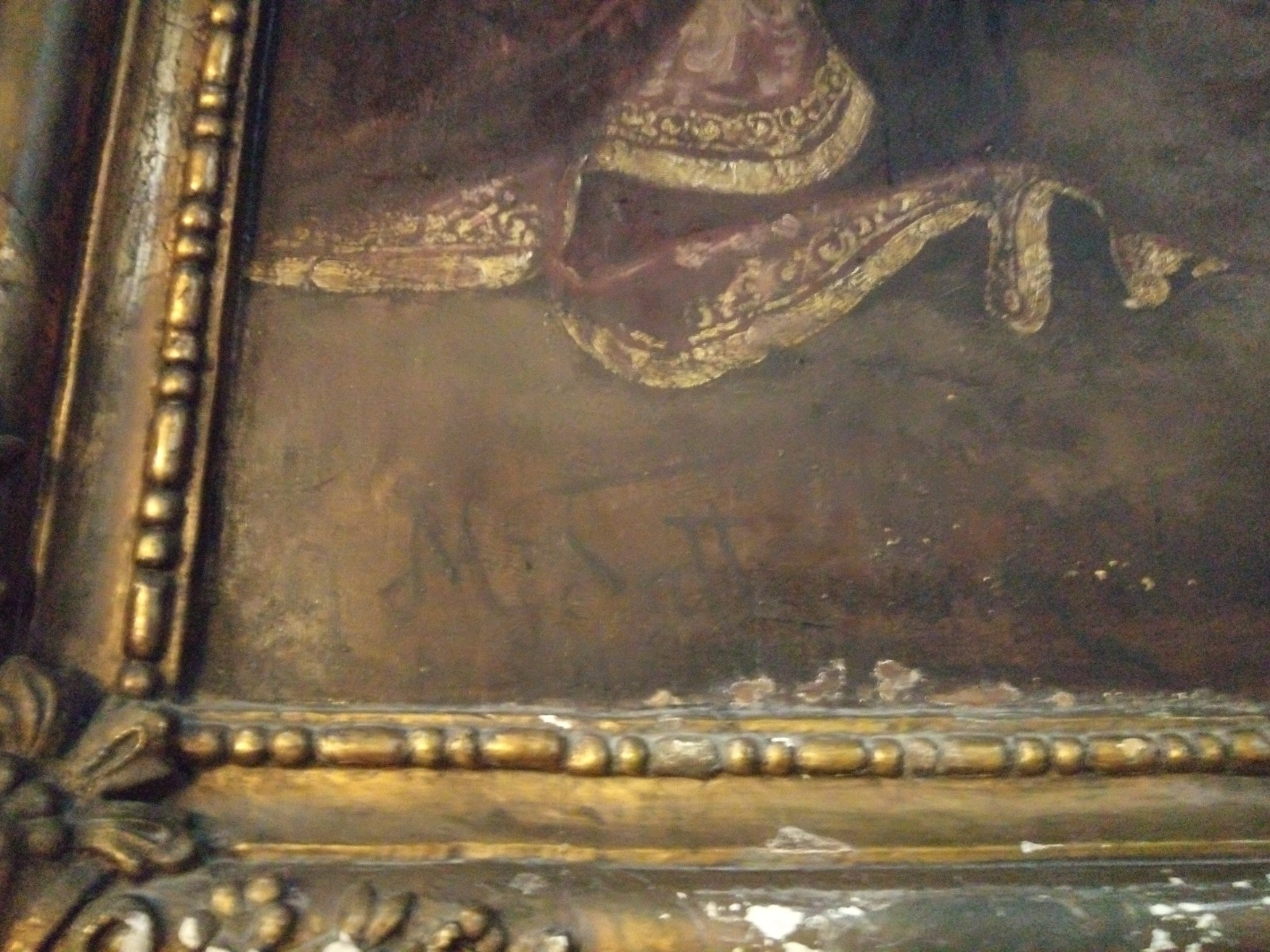
Semnătură
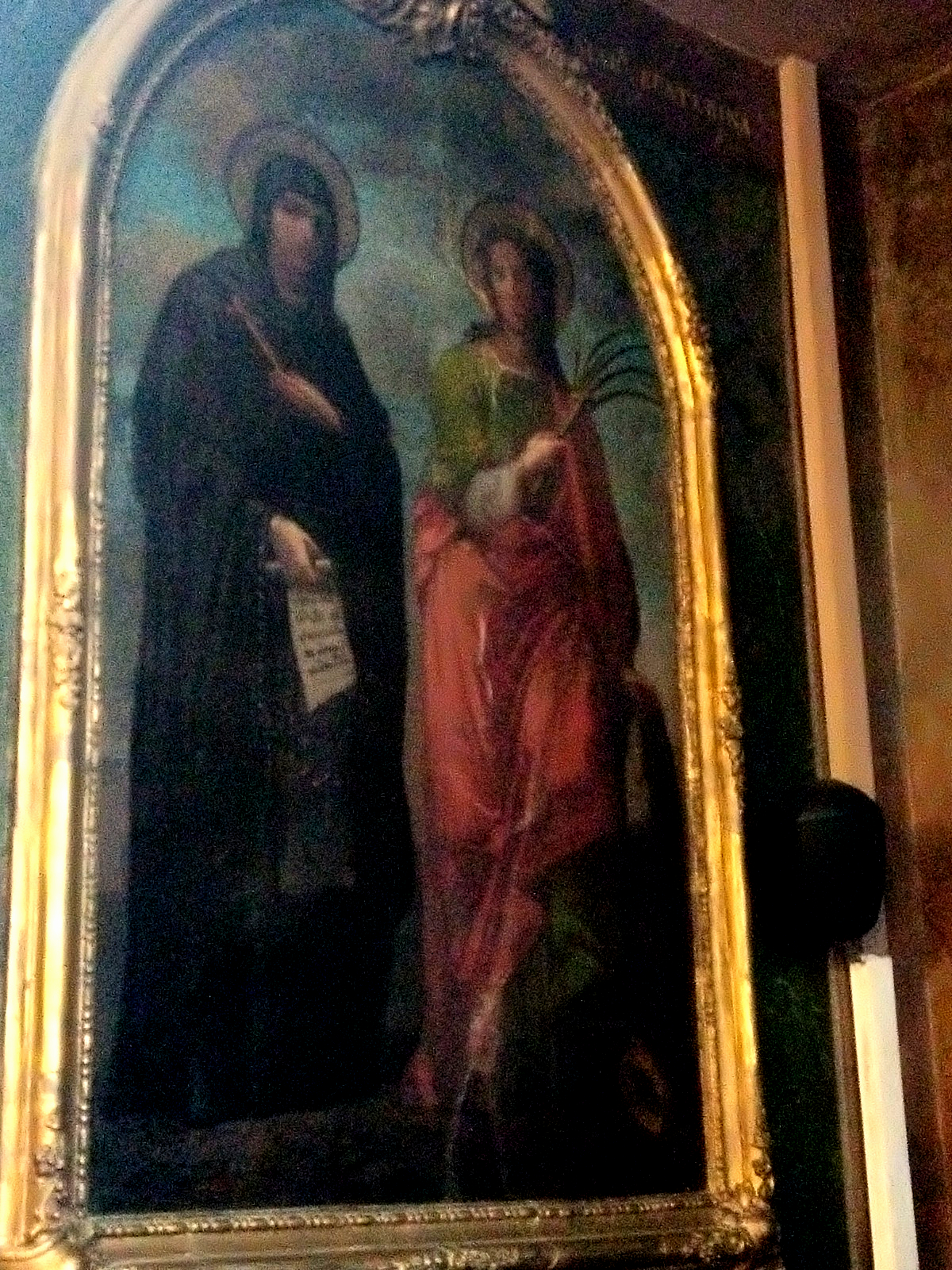
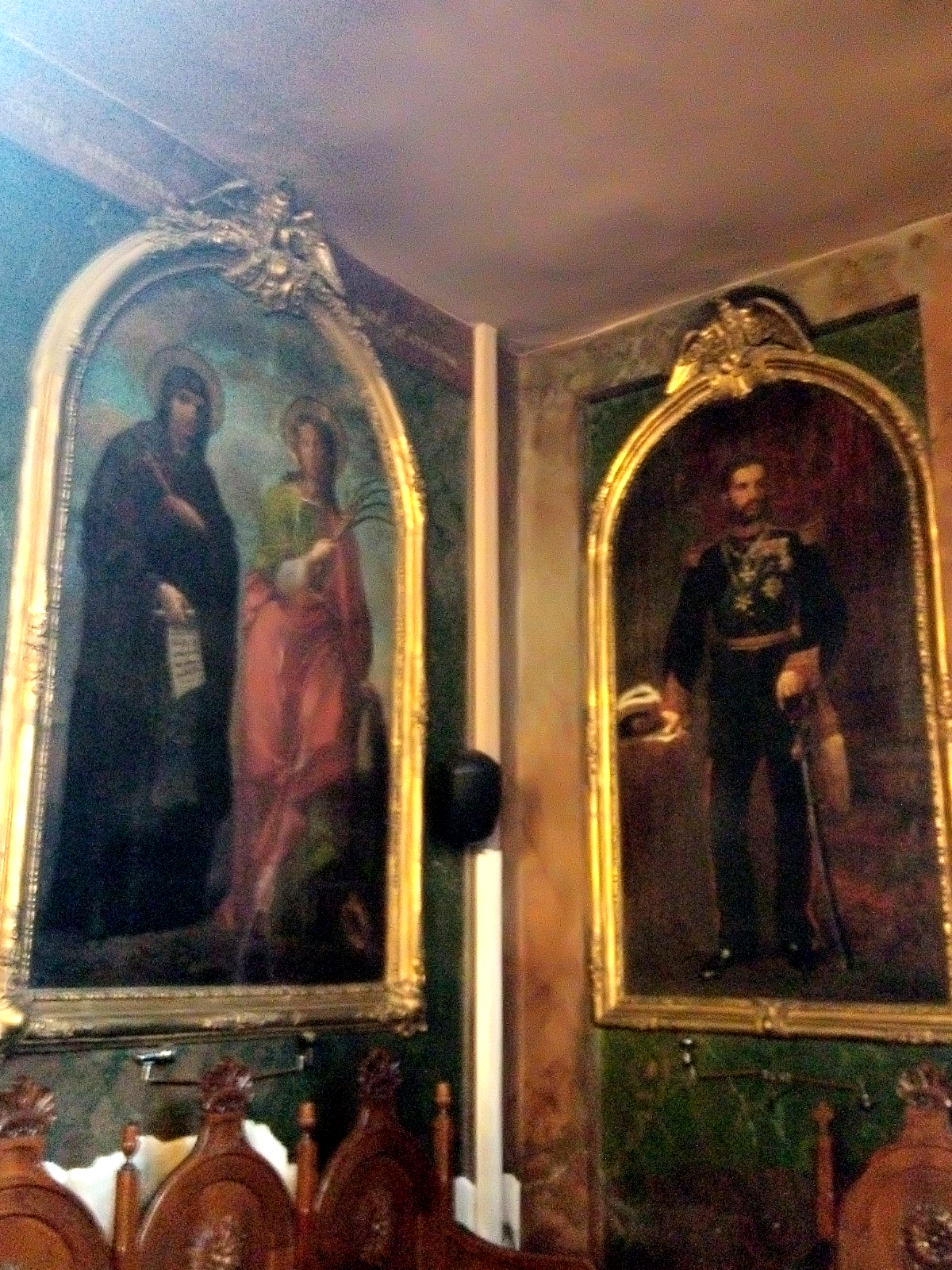
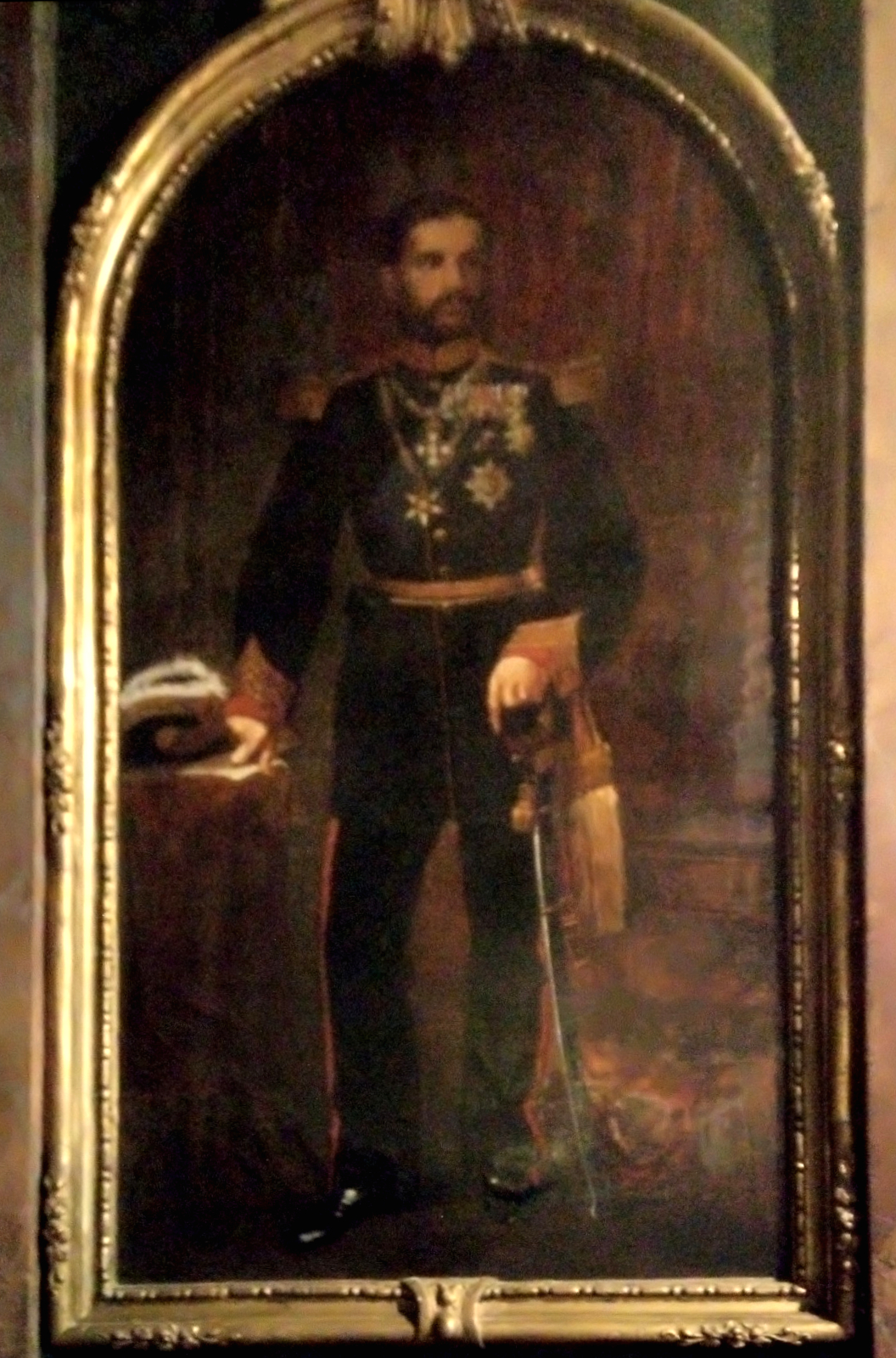
Carol I
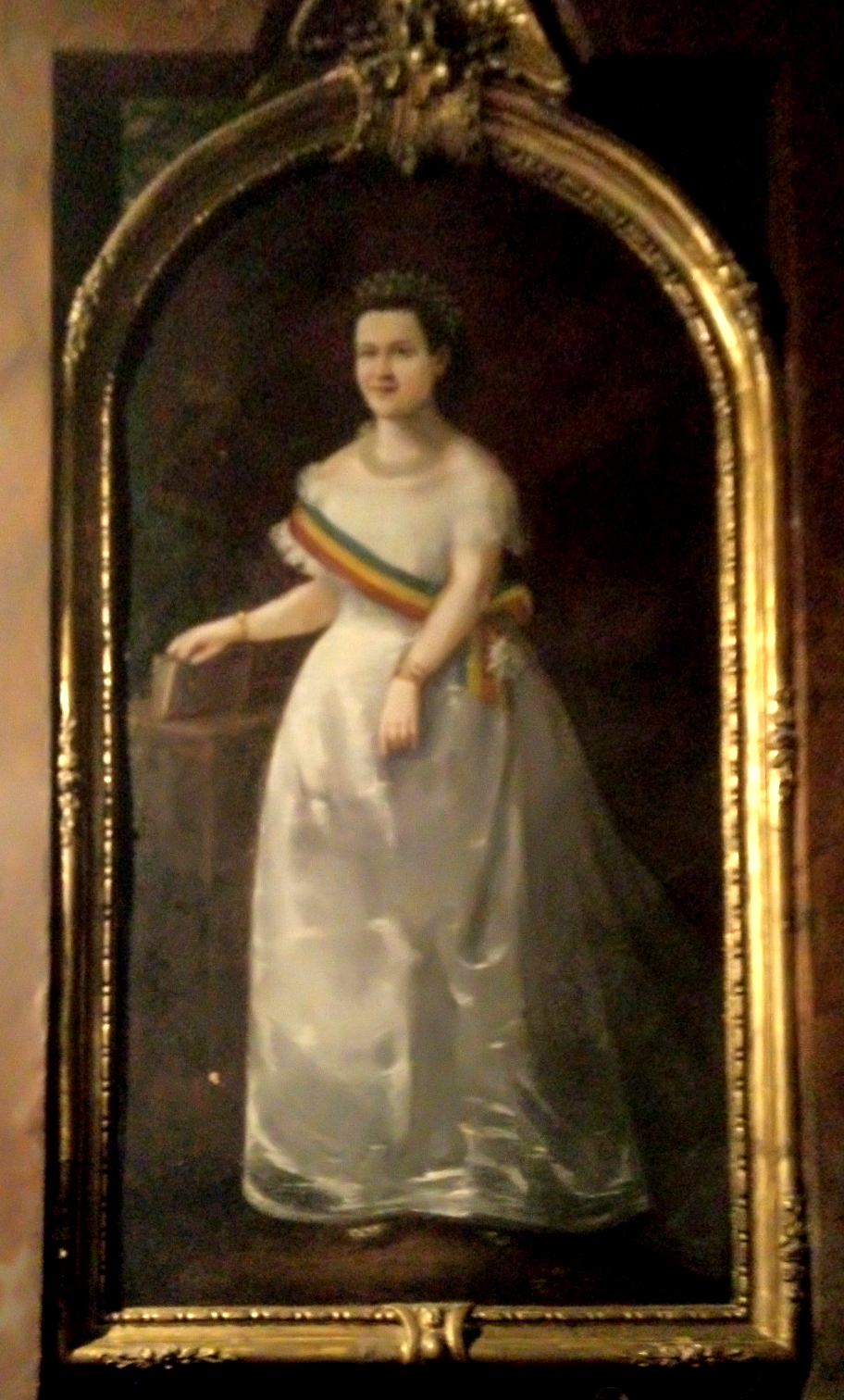
Carmen Sylva
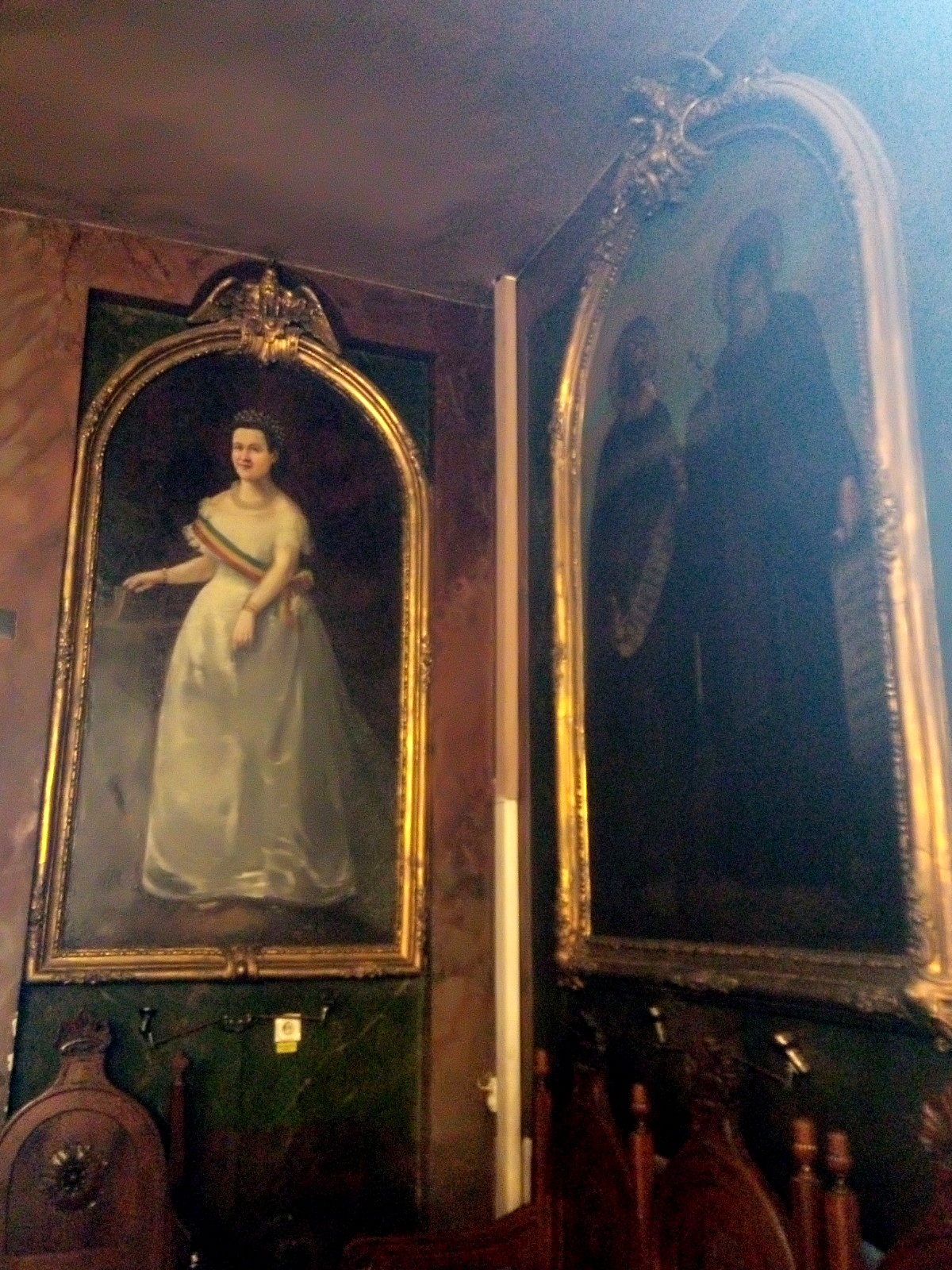
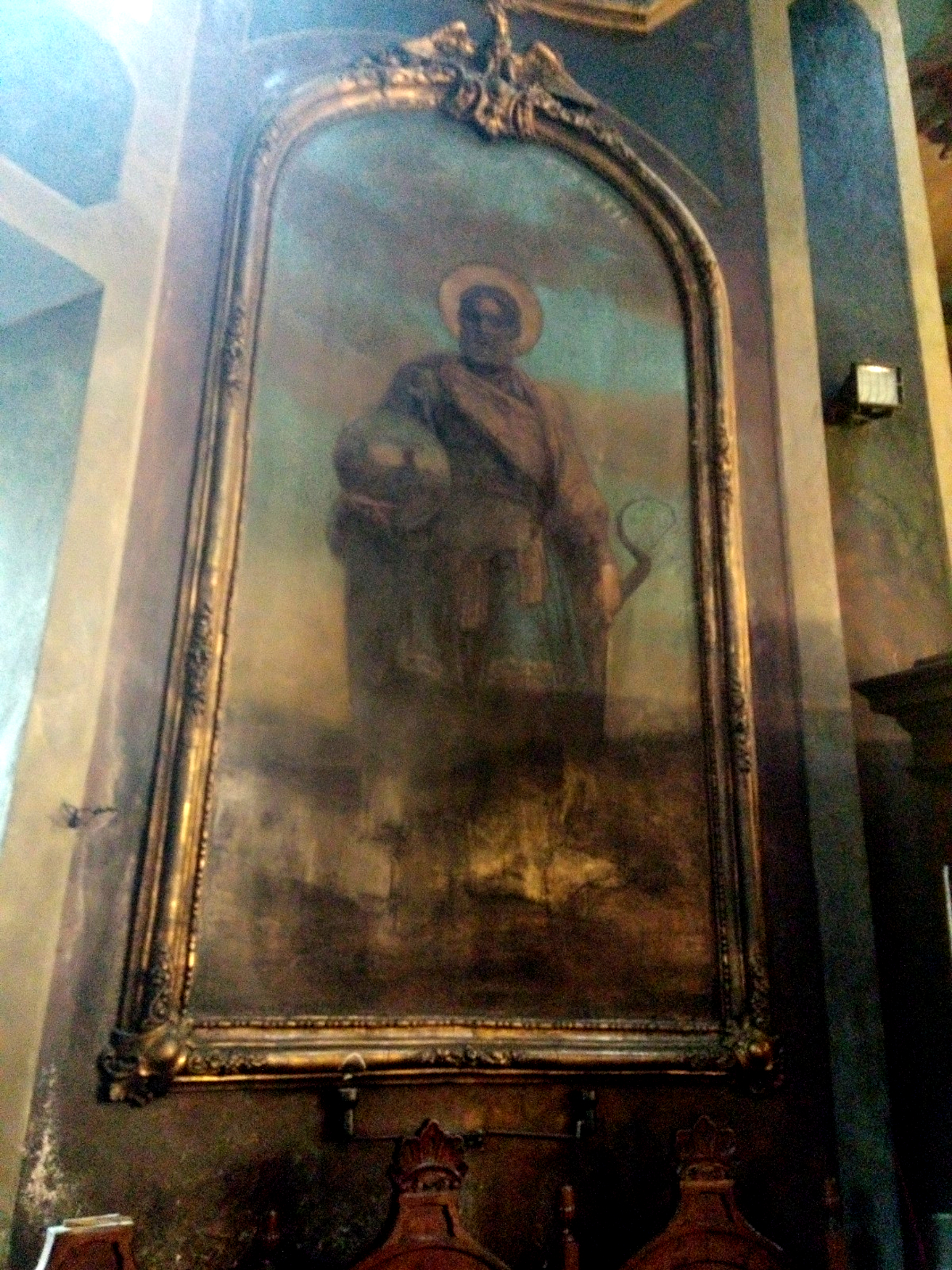

Picturi murale în ulei realizate de Gheorghe Tattarescu în anul 1867
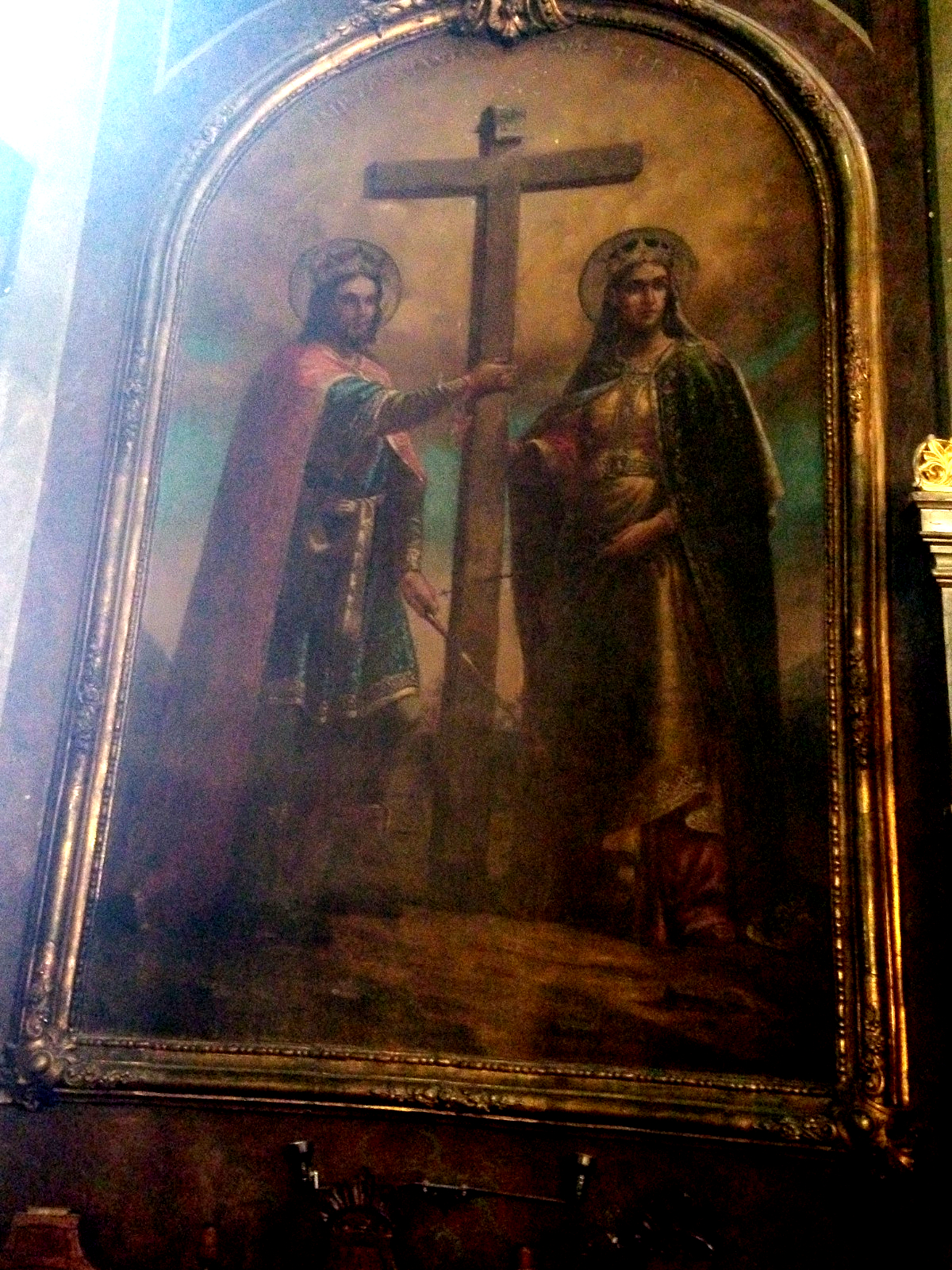
Constantin și Elena
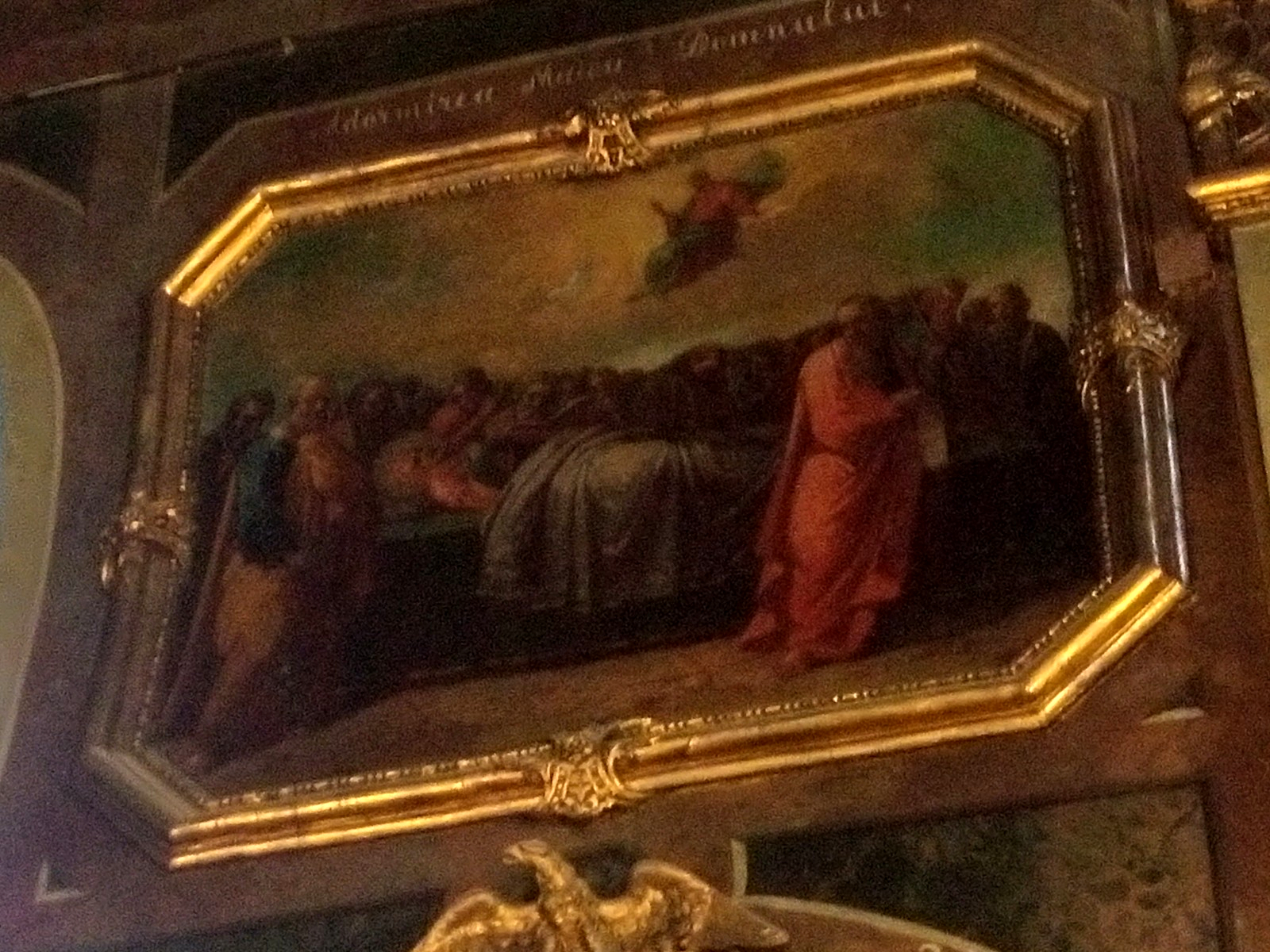
Adormirea Maicii Domnului
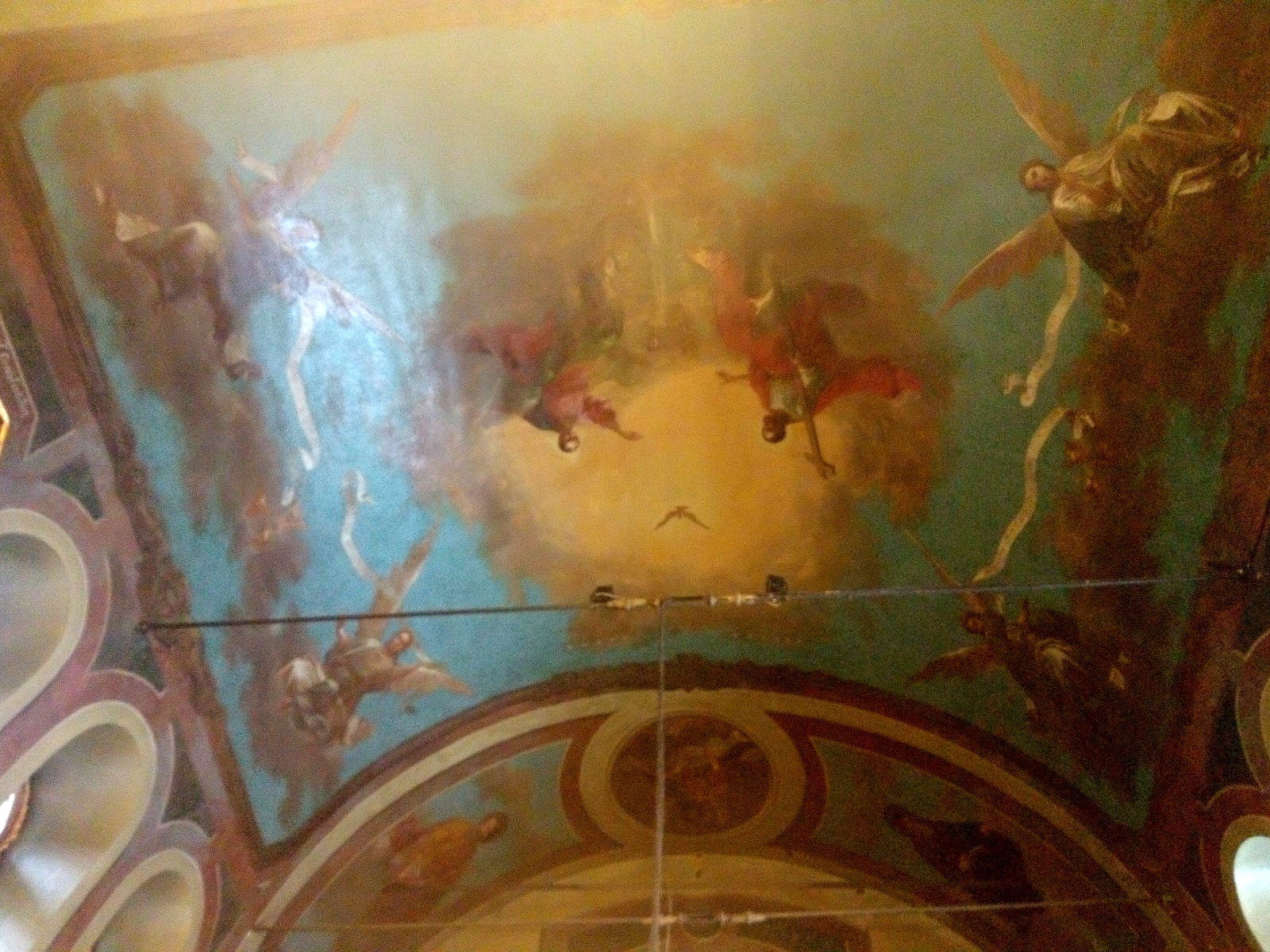
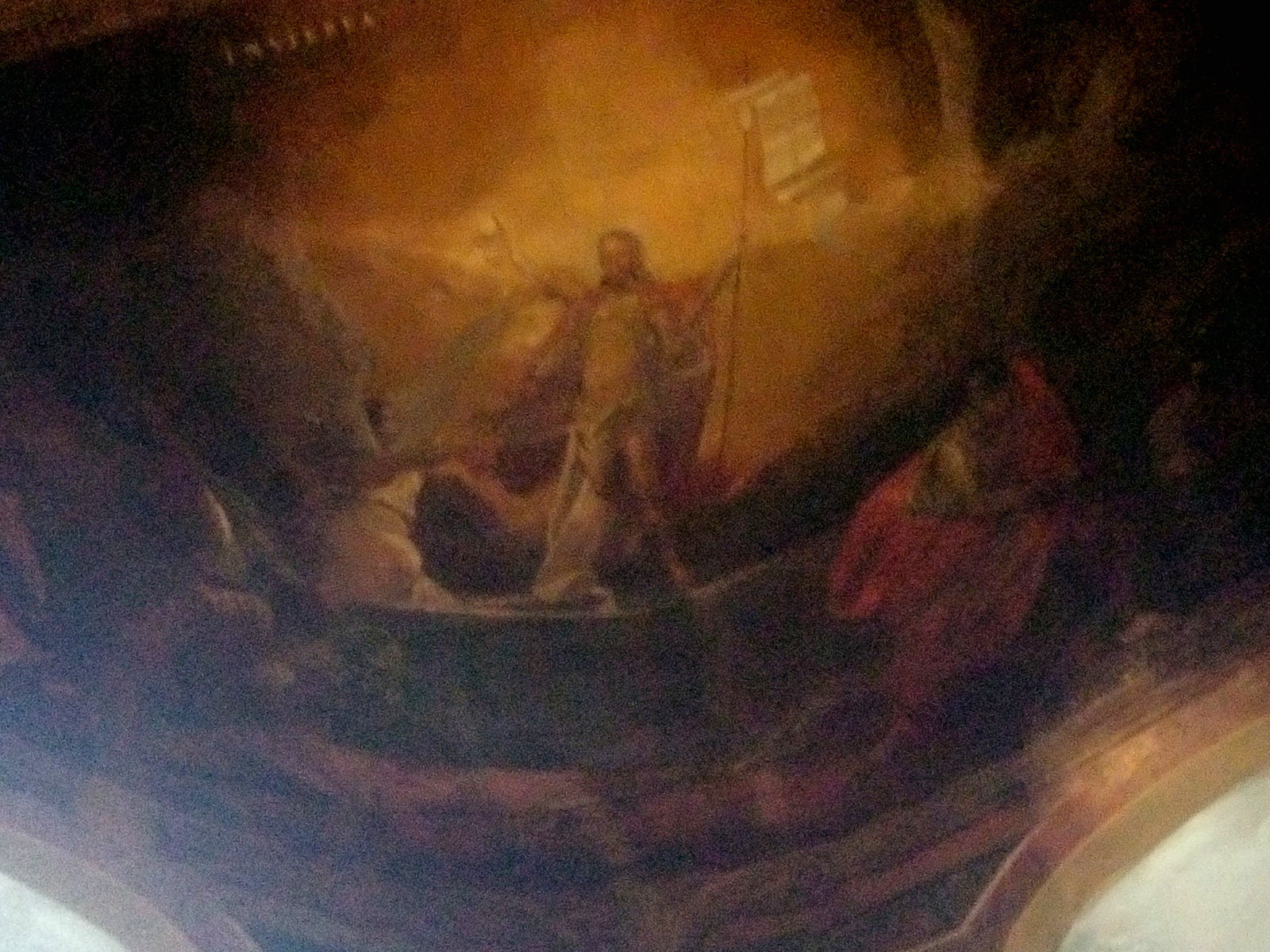
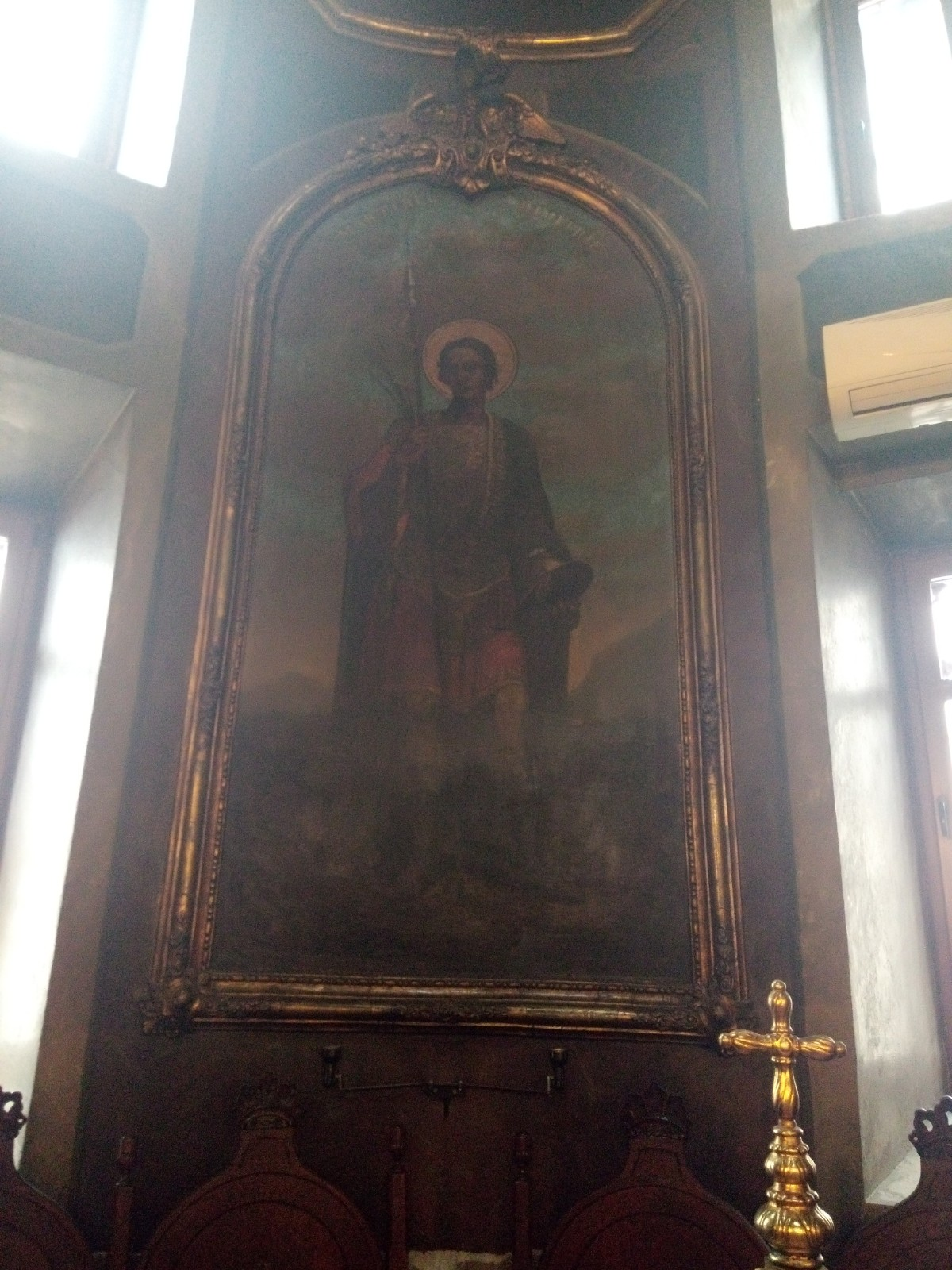
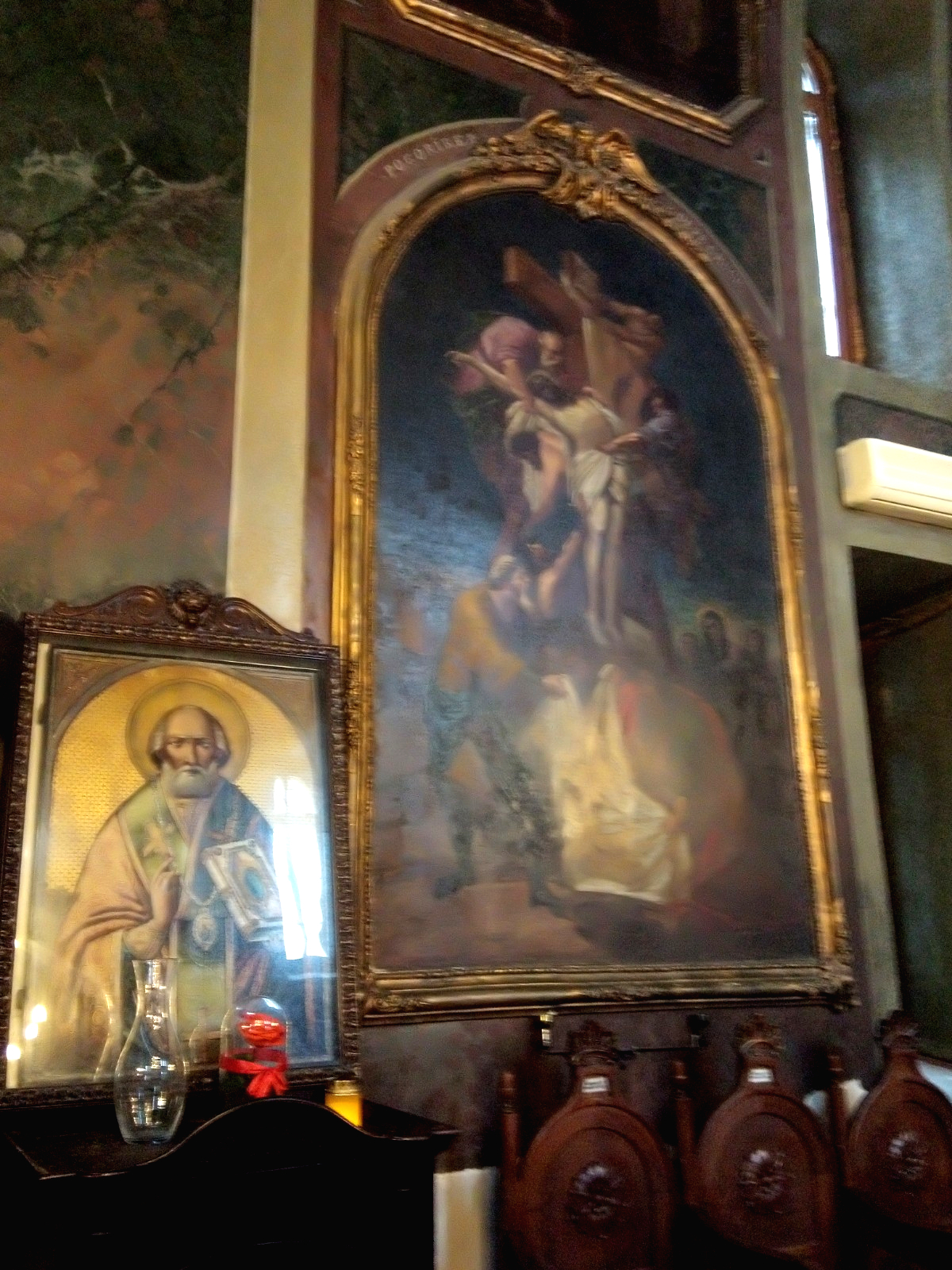
Coborârea de pe Cruce
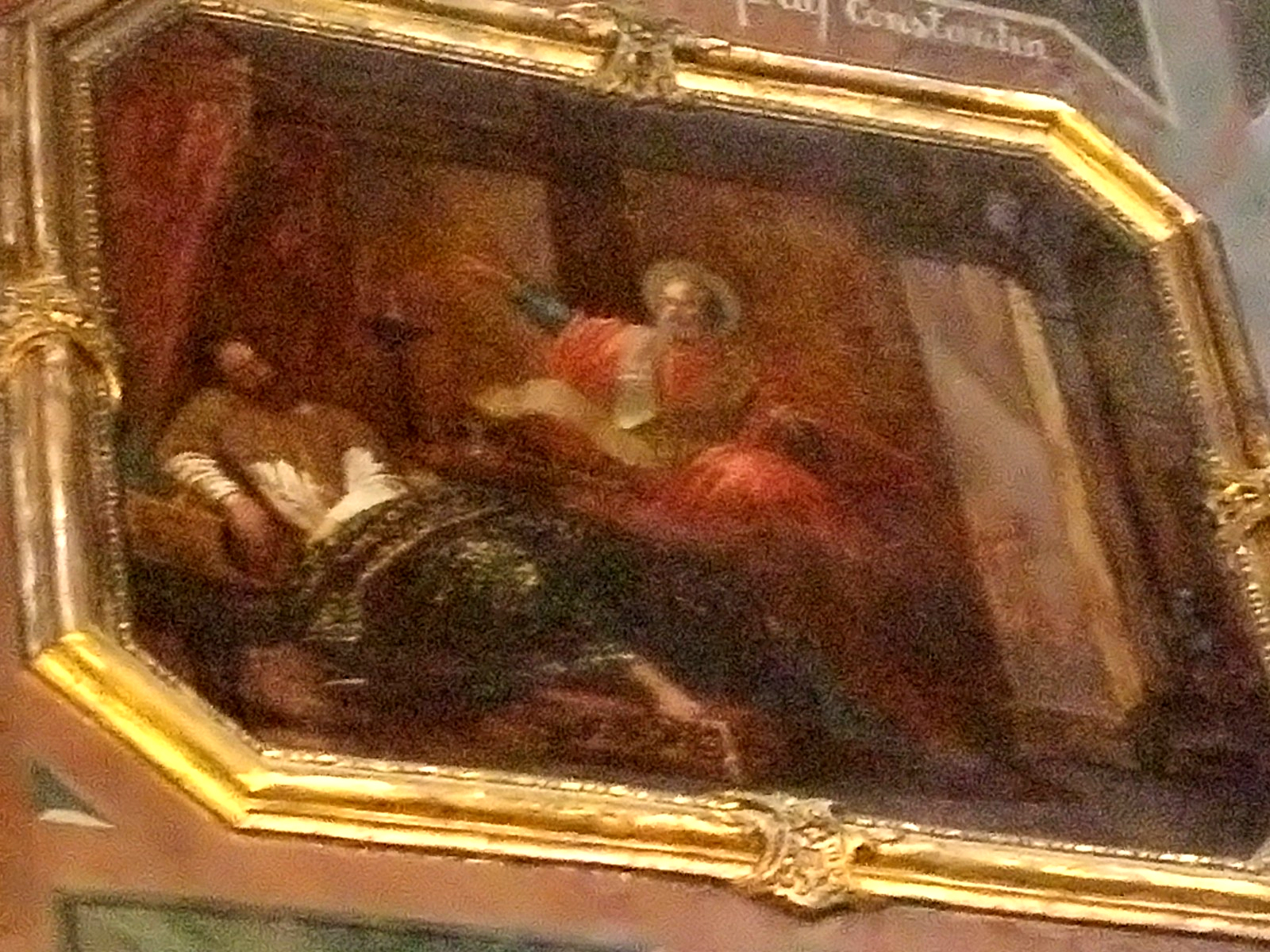
Sfântul Nicolae se arată în vis Împăratului Constantin
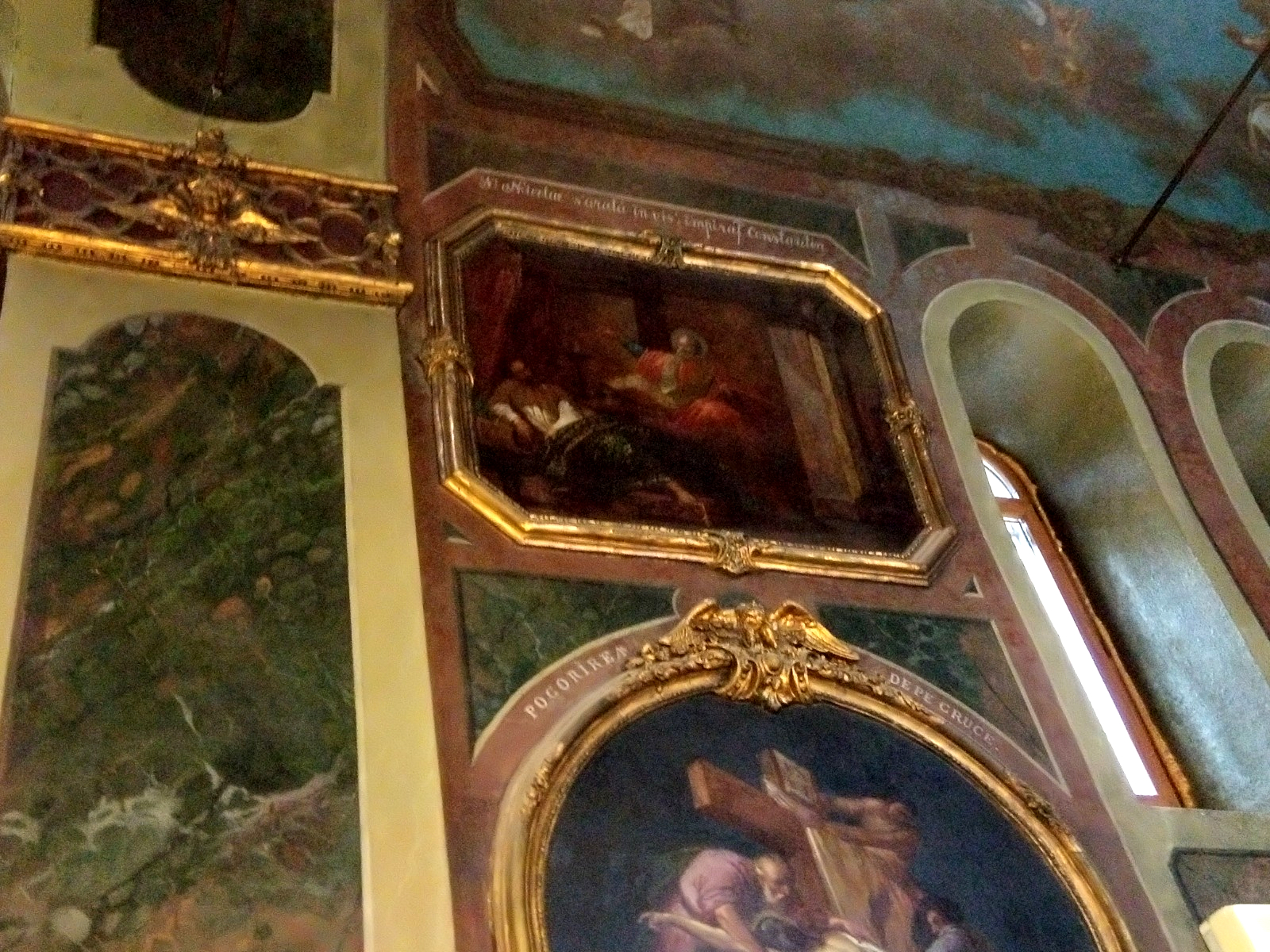
... idem
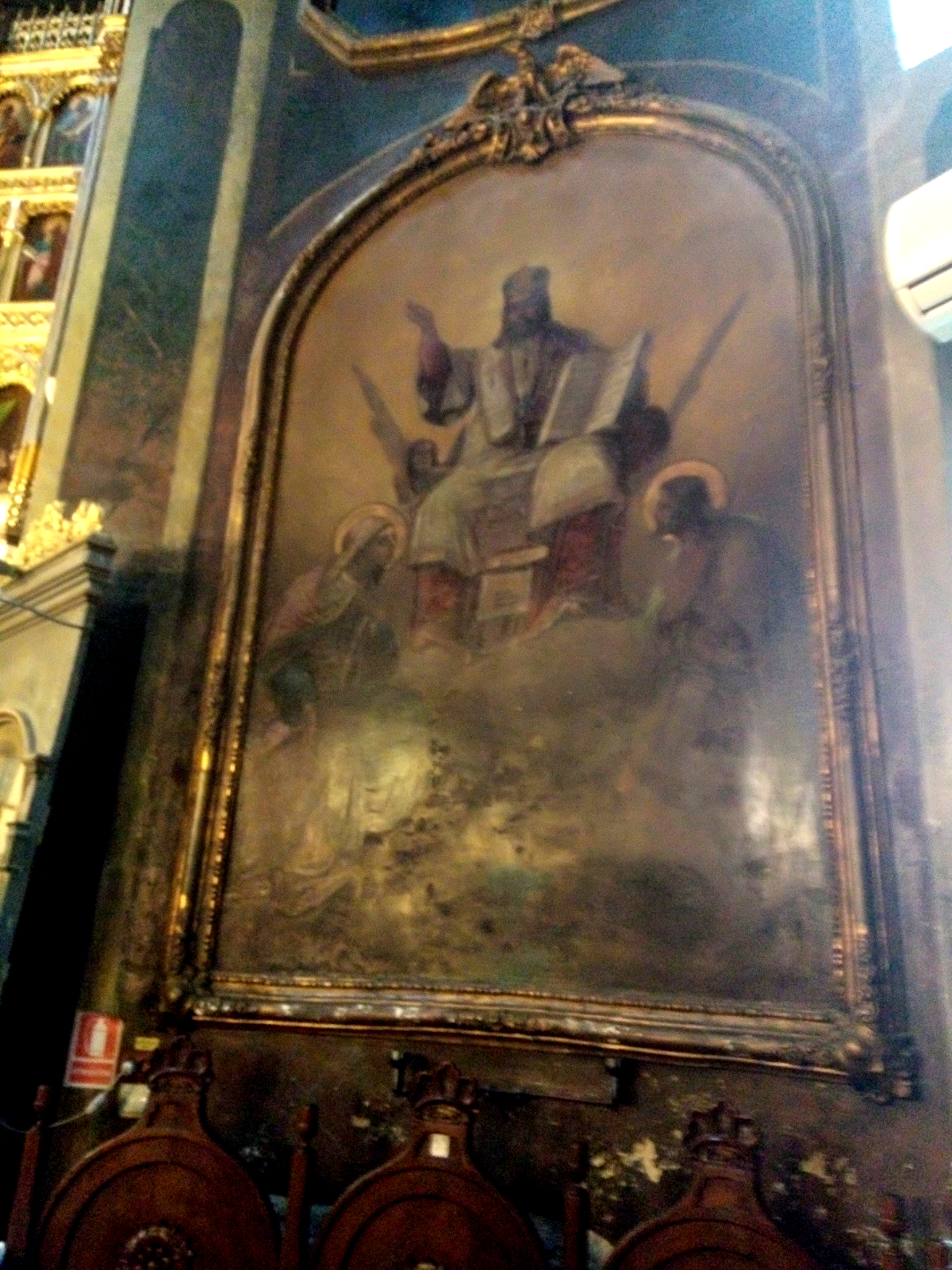

Catapeteasmă cu icoane realizate de Gheorghe Tattarescu în anul 1867
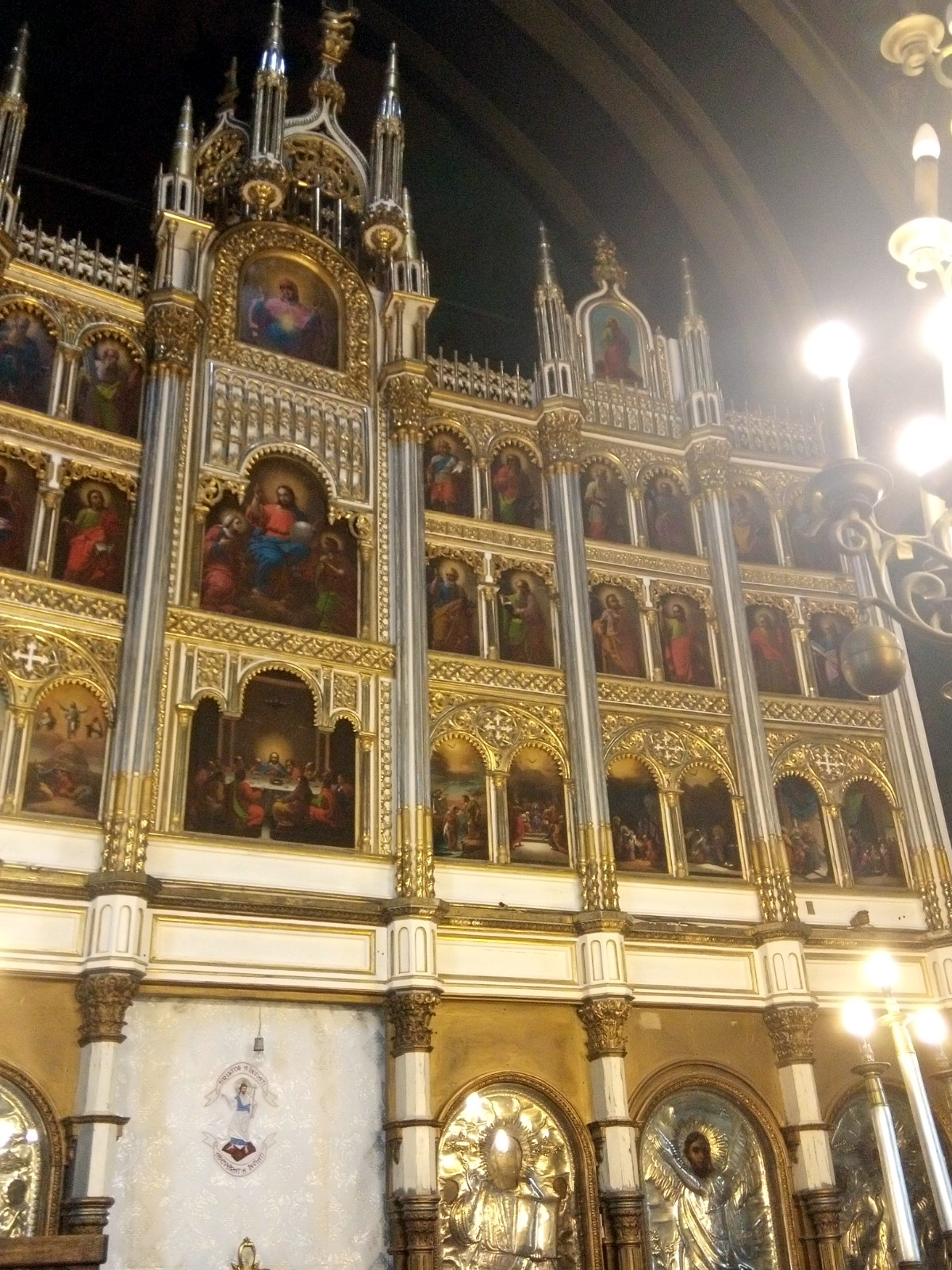
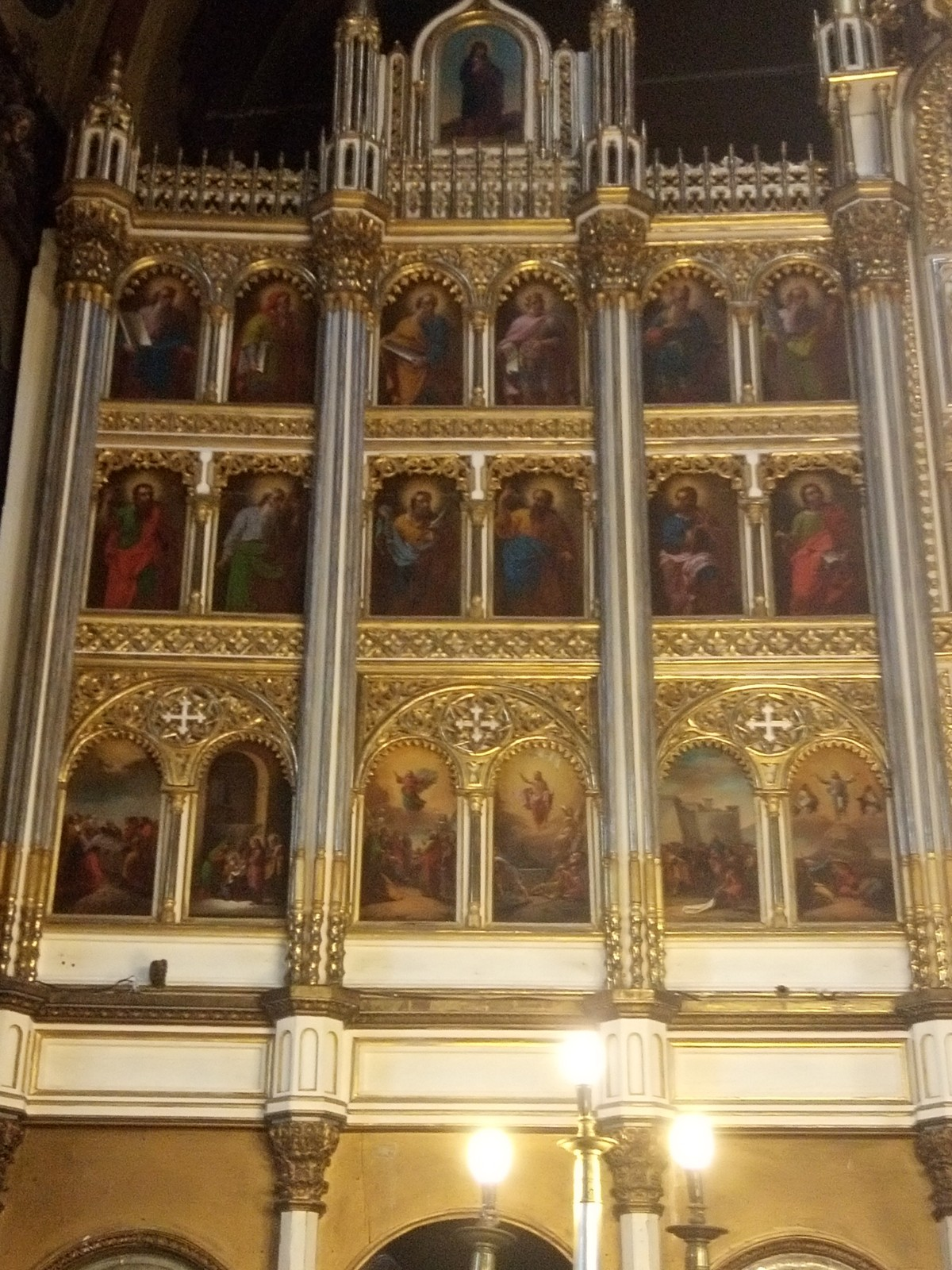
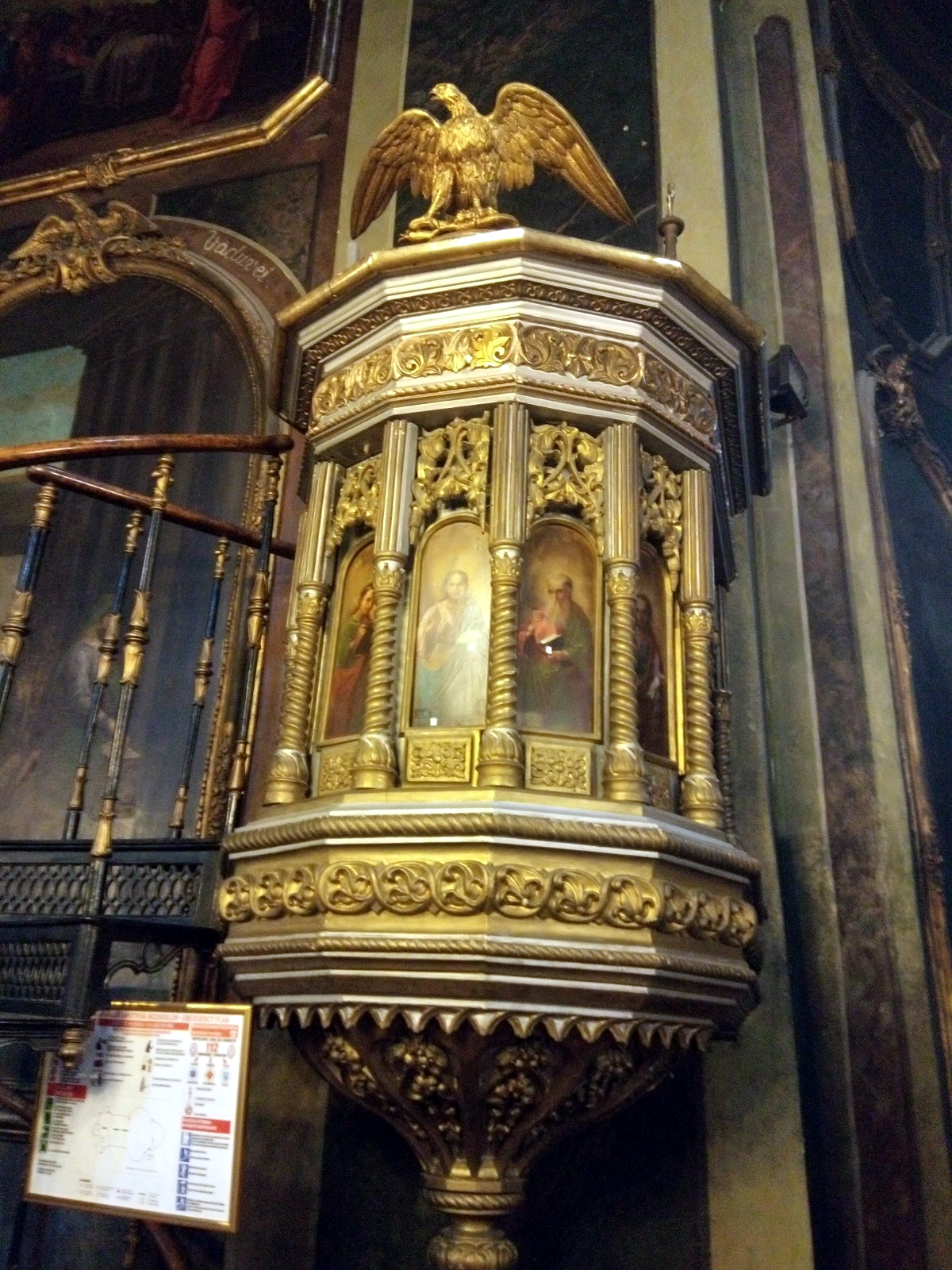
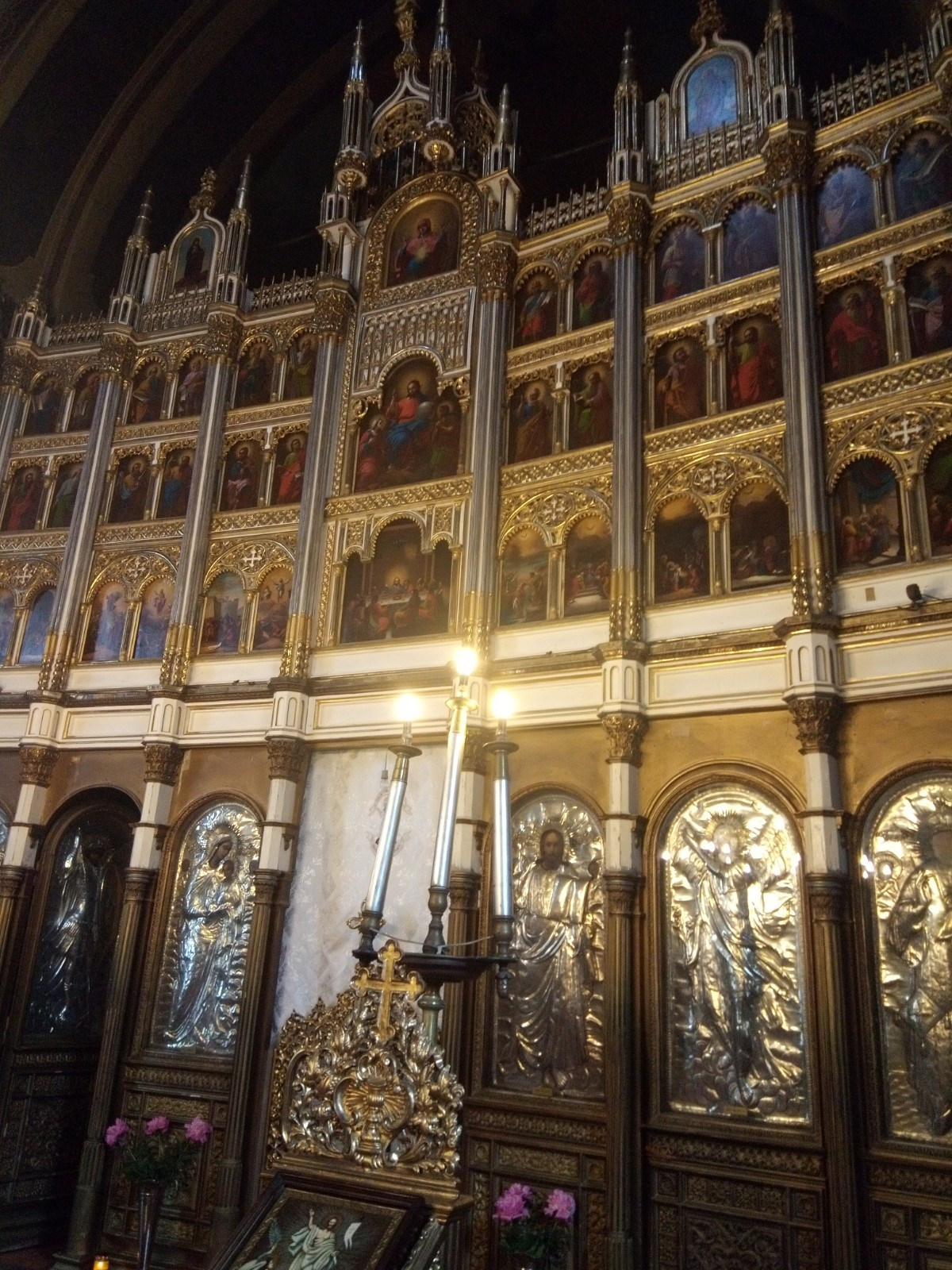
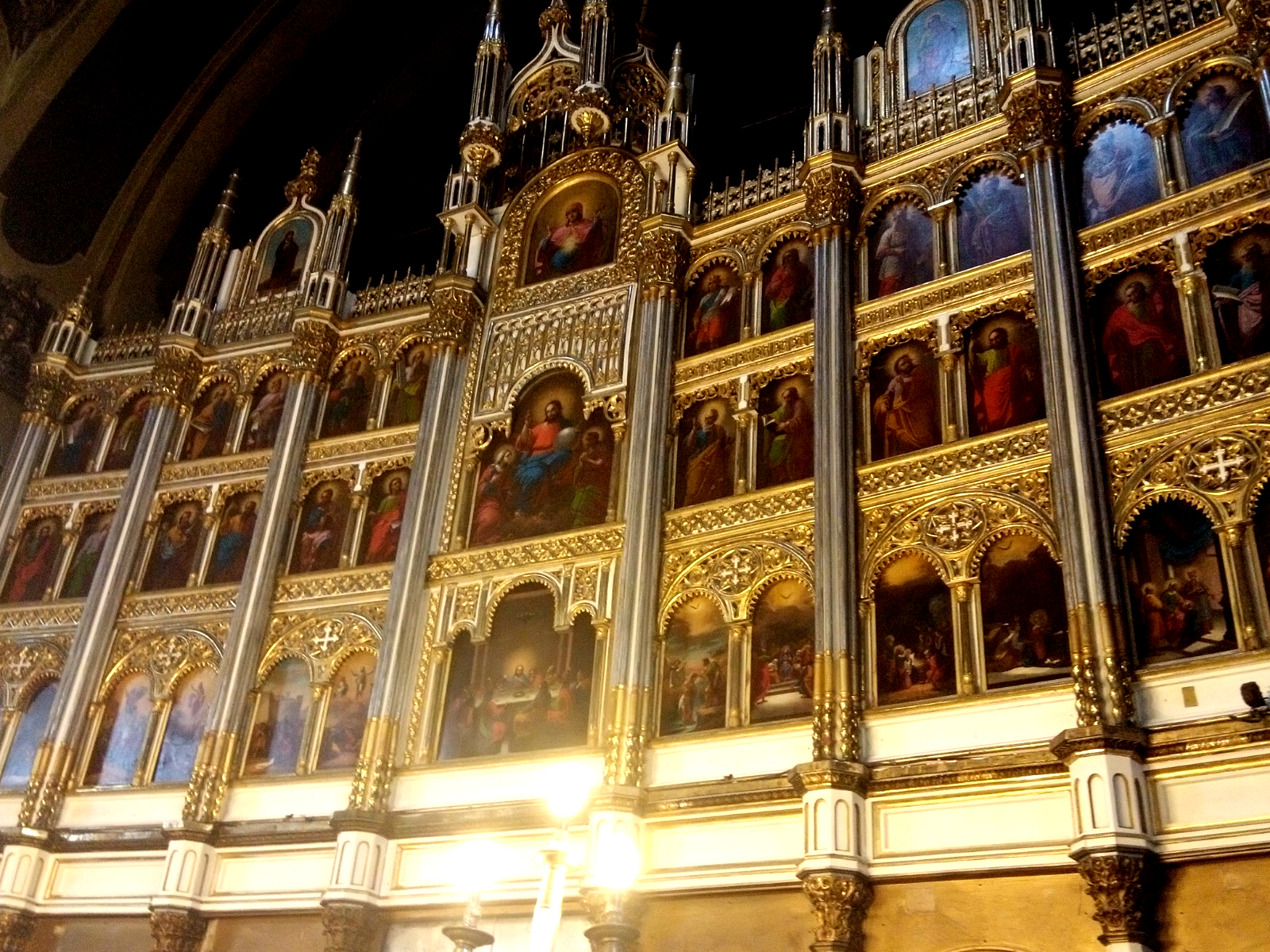